# 배당률 (경마)
경마의 배당률은 경마 관람자들이 출자한 액수에 대한 배당금의 비율을 뜻한다. 특정의 경주마에게 건 위험의 정도(금액)에 비례하여 돈을 건 사람이 이길 수 있는(적중시킬 수 있는) 정도(금액)의 비율을 예상배당률이라 하며, 각 출주마에 따른 배당률은 건 돈 전체의 양에 따라 각각 결정되며 마권발매가 진행됨에 따라 발매종료 마감에는 최종예상 배당률이 결정된다.
예상배당률은 마권발매 전자시스템에 의해 발매마감 전까지 30초마다 승식별·마번별로 경마공원의 배당률 게시대와 경마공원 및 KRA Plaza(=장외발매소, 지점)의 배당률 모니터를 통해 경마팬에게 제공된다. 그리고 발매가 끝나면 확정배당률, 즉 환급률이 된다.
배당률에는 경마팬의 다양한 추리와 정보가 응집되어 있어 배당률이 낮다는 것은 그만큼 많은 경마팬이 그 말을 우승마로 꼽고 있다는 증거이며 배당률이 높다는 것은 그만큼 그 말의 우승확률이 낮음을 의미한다.